# Vyšehrad
Vyšehrad (Tsjechisch voor 'hoge burcht') is een wijk van de Tsjechische hoofdstad Praag die ten zuiden ligt van de Oude Stad. Het is een toeristische vestingstad met metershoge muren en stadspoorten. Een bekende bezienswaardigheid in de wijk, die tot het district Praag 2 behoort, is de Sint-Petrus-en-Pauluskerk (Kostel sv. Petra a Pavla) en het naastgelegen Vyšehradkerkhof.
De vesting is in de 10e eeuw door de Přemysliden gesticht en later in romaanse en gotische stijl uitgebreid. Het tegenwoordige uiterlijk wordt bepaald door barokelementen.

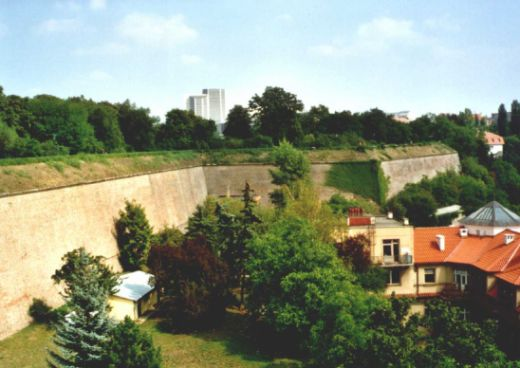
De hoge muur van Vysehrad, augustus 2003
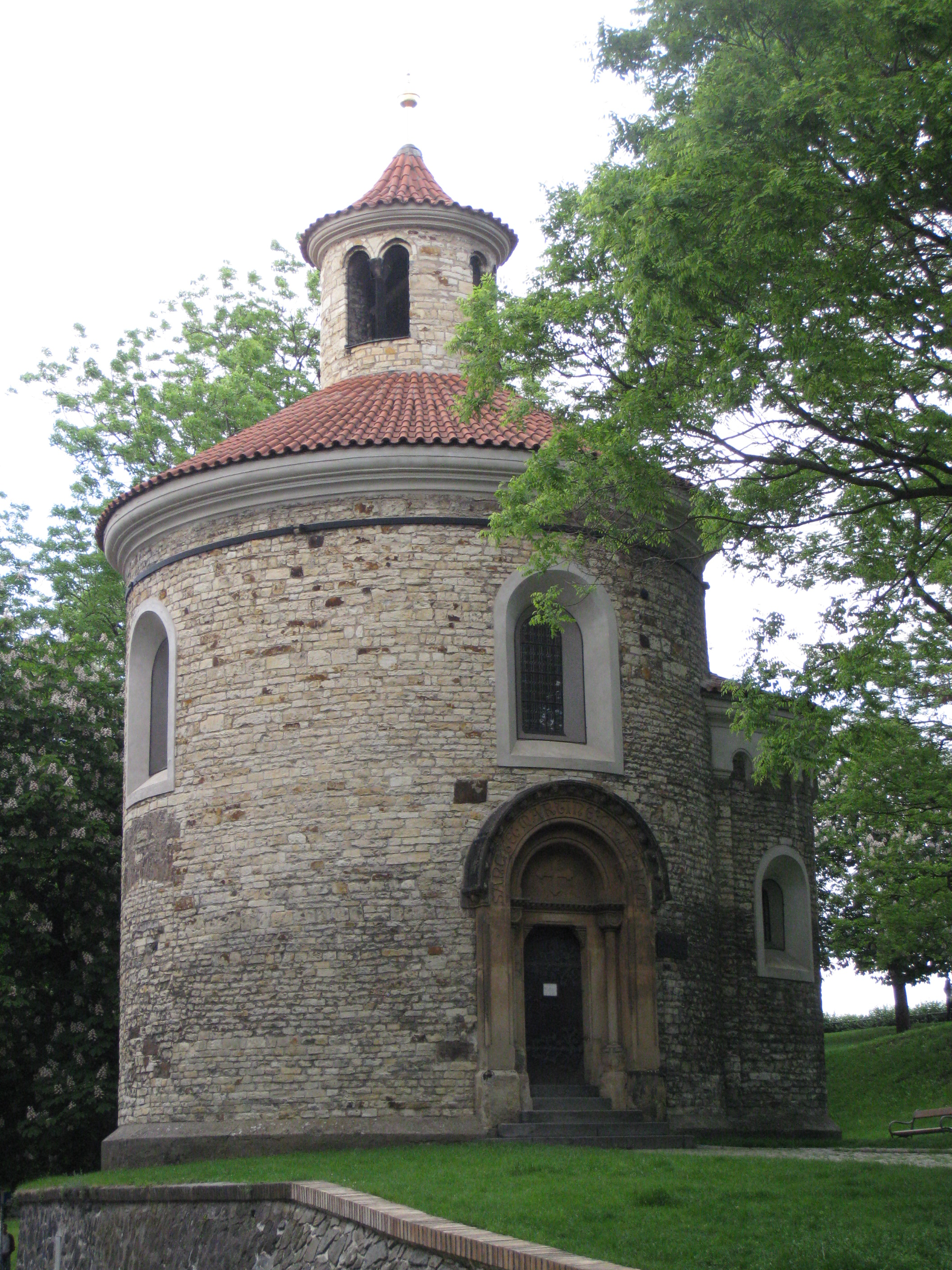
Rotunda van Sint Martinus
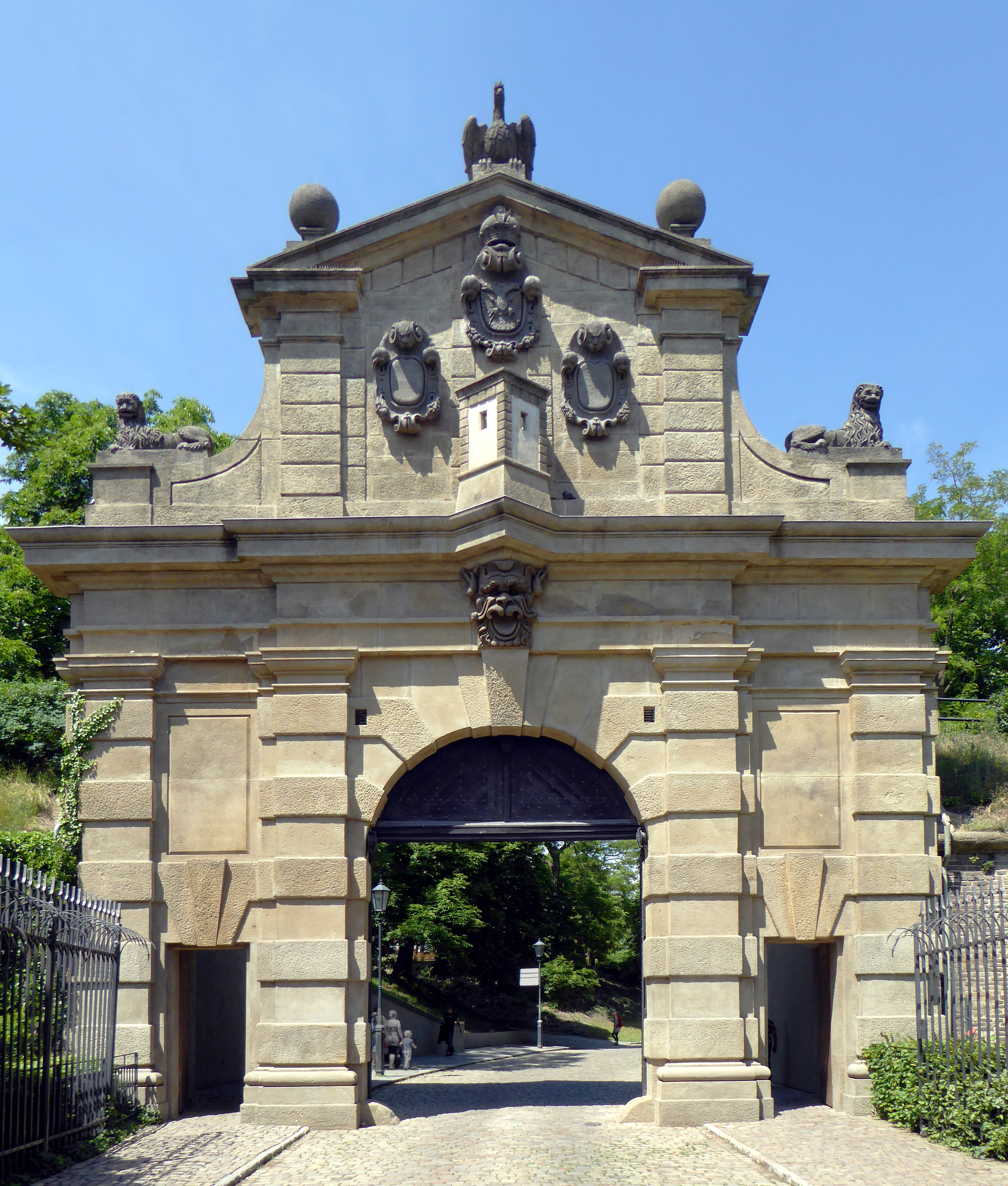
Leopoldova brána
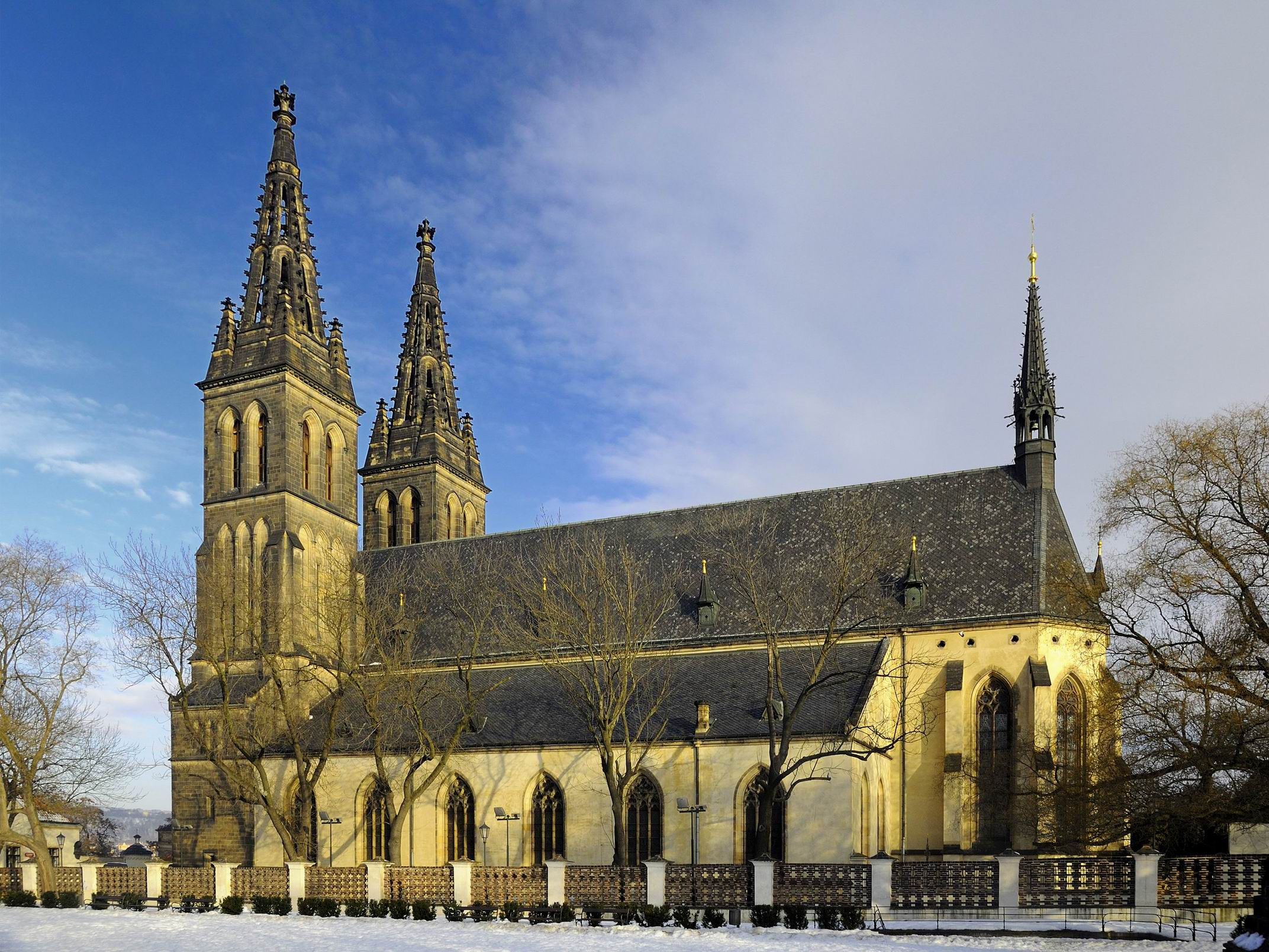
Petrus en Paulusbasiliek

## Niet te verwarren met
- Višegrad (Bosnië en Herzegovina)
- Visegrád (Hongarije)
- Visjegrad (Bulgarije)